# Timana Tahu

a Compétitions nationales et continentales officielles uniquement.

b Matchs officiels uniquement.
Dernière mise à jour le 12 novembre 2021.
Penetimana James Aporo Tahu, né le 16 octobre 1980 à Melbourne (Australie) , est un joueur de australien rugby à XIII  qui évolue aux Penrith Panthers dans la National Rugby League. Il évolue au poste de centre (1,85 m et 98 kg).

## Biographie
Il joue pendant deux ans au rugby à XV avec la franchise des Waratahs.

## Carrière

### Rugby à XIII
- Newcastle Knights  (1999-2004)
- Parramatta Eels (2005-2007)
- Parramatta Eels (2010)
- Penrith Panthers (2011)

Tahu a joué 11 matchs et marqué 8 essais avec la province de New South Wales et marqué 11 essais dans le State of Origin. En 2010, il est sélectionné pour les Māori de Nouvelle-Zélande (son père est maori et sa mère est aborigène) qui rencontre l'équipe d'Angleterre. Il a disputé avec la Country, 4 rencontres du City vs Country Origin.

### Rugby à XV
- Waratahs (2008-2009)

Tahu dispute le Super 14 avec les Waratahs où il joue 20 matches.

### En équipe nationale
Il a eu sa première sélection avec les Wallabies en disputant la Pacific Nations Cup. Il participe au Tri-nations 2008.